# Вагонное депо Тверь
Вагонное депо Тверь (ВЧД-14) — предприятие железнодорожного транспорта в городе Твери. Структурное подразделение Октябрьской Дирекции Инфраструктуры — филиала Центральной дирекции инфраструктуры - филиала ОАО «Российские железные дороги».

## История
Вагонремонтный участок на станции Тверь был образован в 1935 году.
По итогам 2004 года, выпуск вагонов на линии составил 2810 единиц. C 2005 года вагонное депо Тверь выполняет только ремонтные функции.
До 2010 года депо выполняло различные виды ремонта грузовых вагонов: деповский ремонт полувагонов, крытых вагонов, платформ (в том числе, универсальных и платформ для перевозки крупнотоннажных контейнеров), цистерн (ходовая часть), хоппер-дозаторов, думпкаров; капитальный ремонт четырехосных универсальных платформ, думпкаров, хоппер — дозаторов, платформ для большегрузных контейнеров; модернизацию крытых вагонов, полувагонов, платформ, фитинговых платформ, хопперов.
В феврале 2007 года согласно приказам ОАО «РЖД» № 235/Ц от 22.09.2006 и ОЖД № 531/Н от 27.10.2006, передано в подчинение Дирекции по эксплуатации и ремонту путевых машин. С января 2010 года перепрофилировано на ремонт путевых машин. Так же, вело эксплуатацию путевых моторных гайковертов, выправочно-подбивочно-рихтовочных, рельсоочистительных, снегоуборочных путевых машин. В этот период объёмы ремонта были минимальными: плановый ремонт проходили около 500 грузовых вагонов в год, а текущий ремонт не осуществлялся вовсе.
1 июля 2017 года депо передано в структуру вагонного хозяйства Октябрьской дирекции инфраструктуры. Для обеспечения работы по новому профилю и увеличению производственных мощностей произведены замена и капитальный ремонт материальной базы предприятия на сумму свыше 65 млн рублей.
Начальник депо — Елтышев Алексей Петрович. Контора вагонного депо расположена по адресу: Тверь, улица 1-я Желтиковская, дом 5.

## Работа депо
Вагонное депо Тверь выполняет капитальный, деповской и текущий отцепочный ремонт грузовых вагонов, ремонт колесных пар и тележек, автосцепок и тормозного оборудования грузовых вагонов. Депо обслуживает Октябрьскую, Московскую и Горьковскую железные дороги. Производственные мощности предприятия позволяют осуществлять плановый ремонт 1260 грузовых вагонов в год и текущий ремонт 2160 грузовых вагонов в год. За 2019 год в депо отремонтировано текущим — 2834, плановым — 1483 грузовых вагона. За тот же период в составе Дирекции по эксплуатации и ремонту путевых машин был произведен плановый ремонт 639 грузовых вагонов. 

## Материальная база депо
Вагонное депо Тверь имеет в своем составе производственные участки:
- сборочный участок;
- тележечный участок;
- колесно-роликовый участок;
- автоконтрольный пункт тормозов;
- механический участок;
- автосцепного устройства;
- лабораторию неразрушающего контроля.

И вспомогательные участки:
- ремонта оборудования;
- деревоотделочный цех;
- электроцех;
- инструментальная мастерская;
- склад материалов и запчастей.